# Islandia en los Juegos Paralímpicos de París 2024
Islandia estuvo representada en los Juegos Paralímpicos de París 2024 por cinco deportistas, tres mujeres y dos hombres. El equipo paralímpico islandés no obtuvo ninguna medalla en estos Juegos.